# Manzana Kijów
Manzana Kijów (ukr. Футзальний клуб «Manzana» Київ, Futzalnyj Kłub "Manzana" Kyjiw) – ukraiński klub futsalu, mający siedzibę w mieście Kijów. Od sezonu 2015/16 występuje w futsalowej Pierwszej Lidze Ukrainy.

## Historia
Chronologia nazw:
- 2008: K-mobile Kijów (ukr. «K-mobile» Київ)
- 2012: Manzana Kijów (ukr. «Manzana» Київ)

Klub futsalowy K-mobile Kijów został założony w 2008 roku przez firmę "K-mobile" z Kijowa.
Najpierw zespół występował w amatorskich rozgrywkach o nazwie "Biznes-liha", zdobywając wielokrotnie brązowe medale mistrzostw w futsalu. W 2012 klub zmienił nazwę na Manzana Kijów. Manzana to nazwa nowego sponsora - sklepu internetowego o tej samej nazwie, która w tłumaczeniu z języka hiszpańskiego oznacza jabłko. W sezonie 2014/15 klub startował w rozgrywkach o Puchar Ukrainy, i jako pierwszy i jedyny zespół amatorski zdobył ten trofeum. W sezonie 2015/16 zespół debiutował w profesjonalnych rozgrywkach futsalowych, zajmując drugie miejsce w Pierwszej Lidze.

## Barwy klubowe
| Czerwony | Zielony |

## Sukcesy

### Trofea międzynarodowe
Nie uczestniczył w rozgrywkach europejskich (stan na 31-05-2019).

### Trofea krajowe
| \| \| Zdobyte trofea w rozgrywkach Ukrainy (stan na: 31-05-2019) \| |                                                            |      |          |
| Rozgrywki                                                           | Osiągnięcie                                                | Razy | Sezon(y) |
| · Mistrzostwo                                                       | I miejsce                                                  | 0    |          |
| · Mistrzostwo                                                       | II miejsce                                                 | 0    |          |
| · Mistrzostwo                                                       | III miejsce                                                | 0    |          |
| Puchar                                                              | zdobywca                                                   | 1    | 2014/15  |
| Puchar                                                              | finalista                                                  | 0    |          |
| II liga                                                             | I miejsce                                                  | 0    |          |
| II liga                                                             | II miejsce                                                 | 1    | 2015/16  |
| II liga                                                             | III miejsce                                                | 0    |          |
| Ukraina                                                             | Zdobyte trofea w rozgrywkach Ukrainy (stan na: 31-05-2019) |      |          |

## Piłkarze i trenerzy klubu

### Trenerzy
Ołeksandr Moskałenko (2008–201?)
 Witalij Szyszow (201?–201?)
 Jewhen Warenycia (201?–201?)
 Taras Szpyczka (2014–201?)
 Witalij Melnyk (201?–obecnie)

## Struktura klubu

### Stadion
Klub rozgrywa swoje mecze domowe w Hali Kompleksu Sportowego CSK ZSU w Kijowie. Pojemność: 1500 miejsc siedzących.

### Sponsorzy
- "K-mobile"
- "Manzana"